# Familie zu vermieten
Familie zu vermieten (Originaltitel: Une famille à louer) ist eine französische Liebeskomödie des Regisseurs Jean-Pierre Améris aus dem Jahr 2015.

## Handlung
Der vermögende Mittvierziger Paul-André lebt alleine und zurückgezogen auf einem riesigen, exklusiven Anwesen. In den Fernsehnachrichten wird er auf die alleinerziehende Mutter Violette aufmerksam, der nach einem Ladendiebstahl der Entzug ihrer Kinder droht. Mit einem Interview und einer leidenschaftlichen Rede über die Familie hinterlässt sie einen bleibenden Eindruck bei Paul-André. Und so beschließt dieser, Violette ein Angebot zu machen. Da er, bis zum Verkauf seiner Firma und einer erfolgreichen Software, sehr viel gearbeitet hat, blieb nie Zeit für eine Beziehung oder gar eine eigene Familie. Violettes Auftritt im Fernsehen hat bei ihm den Wunsch nach einer eigenen Familie geweckt. Der schüchterne und sozial unbeholfene Paul-André will zuerst „ausprobieren“, ob eine Familie das Richtige für ihn ist. Und so schlägt er Violette vor, ihn im Gegenzug für die Übernahme ihrer Schulden, der Zahlung eines Jahresgehalts und Unterstützung im Kampf um das Sorgerecht ihrer Kinder für drei Monate in ihre Familie aufzunehmen. Violette kann sich anfangs nicht für diese Idee erwärmen, doch die Aussicht auf die Tilgung ihrer Schulden stimmt sie schließlich um. Sie stimmt der Vereinbarung unter der Voraussetzungen zu, dass ihre Kinder nichts vom Vertrag erfahren und im Glauben gelassen werden, zwischen Violette und Paul-André war es Liebe auf den ersten Blick. Zudem lehnt sie es ab, mit ihren Kindern in Paul-Andrés düstere und seelenlose Villa einzuziehen.
Und so zieht Paul-André am nächsten Montag zu Violette und ihren zwei Kindern in einen heruntergekommenen Bungalow. Er ist jedoch mit der Situation überfordert. Das Chaos und die Unordnung im Haus und der laute und unruhige Auguste sind das Gegenteil von Paul-Andrés Leben, der sehr auf Ruhe und Sauberkeit bedacht ist. Bei einem Picknick, bei dem Violettes Familie sich über ihre Fehler und falschen Lebensentscheidungen lustig macht, kommt es zum Streit und Paul-André verlässt die Familie. Nach drei Wochen redet Paul-Andrés Butler Léon ihm jedoch ins Gewissen und er kehrt zurück zur Familie, stellt jedoch Bedingungen für ein weiteres Zusammenleben und versucht, sich als Familienoberhaupt durchzusetzen. Er verbietet Violette ein Date mit einem anderen Mann, wogegen sie sich anfangs wehrt. Als sie jedoch feststellt, dass Paul-André für Dates und Zärtlichkeiten nicht bezahlt hat, findet sie ihn plötzlich sehr anziehend und möchte ihn verführen. Paul-André ist allerdings mit der Situation überfordert und flieht aus dem Schlafzimmer. Trotzdem findet Violette Gefallen an dem selbstbewussteren Paul-André.
Bei einem Besuch bei Paul-Andrés Mutter wird Violette der große gesellschaftliche Unterschied des ungleichen Pärchens vor Augen geführt. Vor allem als noch Sandra, Paul-Andrés frühere Verlobte, erscheint. Auf seine eigene, unbeholfene Art erklärt Paul-André Violette jedoch, wie sehr er sie mag und sie kommen sich endlich näher. Als aber Lucie von ihrem Onkel Rémi von dem Vertrag zwischen Paul-André und Violette erfährt, ist die Romanze schon wieder beendet. Violette ist todunglücklich und stürzt sich in die Arbeit mit kunstvollen Dekorationen aus Obst und Gemüse, die eine Grundlage für eine Firmengründung und eine neue Lebensaufgabe sind. Lucie hat zu Paul-André zwar gesagt, dass sie ihn nie wiedersehen möchte, erträgt es aber auch nicht, ihre Mutter so unglücklich zu sehen. Sie lässt sich von ihrem Onkel Rémi zu Paul-André fahren und nach einem langen, emotionalen Streitgespräch kann sie ihn umstimmen und bringt ihn am nächsten Morgen mit nach Hause.

## Synchronisation
Die deutsche Synchronfassung zu Familie zu vermieten entstand bei der Christa Kistner Synchronproduktion GmbH in Berlin. Cornelius Frommann schrieb das Dialogbuch und Monica Bielenstein führte Regie.
| Rolle            | Schauspieler           | Synchronstimme     |
| ---------------- | ---------------------- | ------------------ |
| Paul-Andre       | Benoît Poelvoorde      | Frank Röth         |
| Violette Mandini | Virginie Efira         | Katrin Zimmermann  |
| Léon             | François Morel         | Erich Räuker       |
| Rémi             | Philippe Rebbot        | Thomas Nero Wolff  |
| Lucie Mandini    | Pauline Serieys        | Celina Gaschina    |
| Auguste Mandini  | Calixte Broisin-Doutaz | Jasper von der Ahe |
| Madame Delalande | Édith Scob             | Katharina Lopinski |
| Sandra           | Nancy Tate             | Claudia Gáldy      |

## Produktion

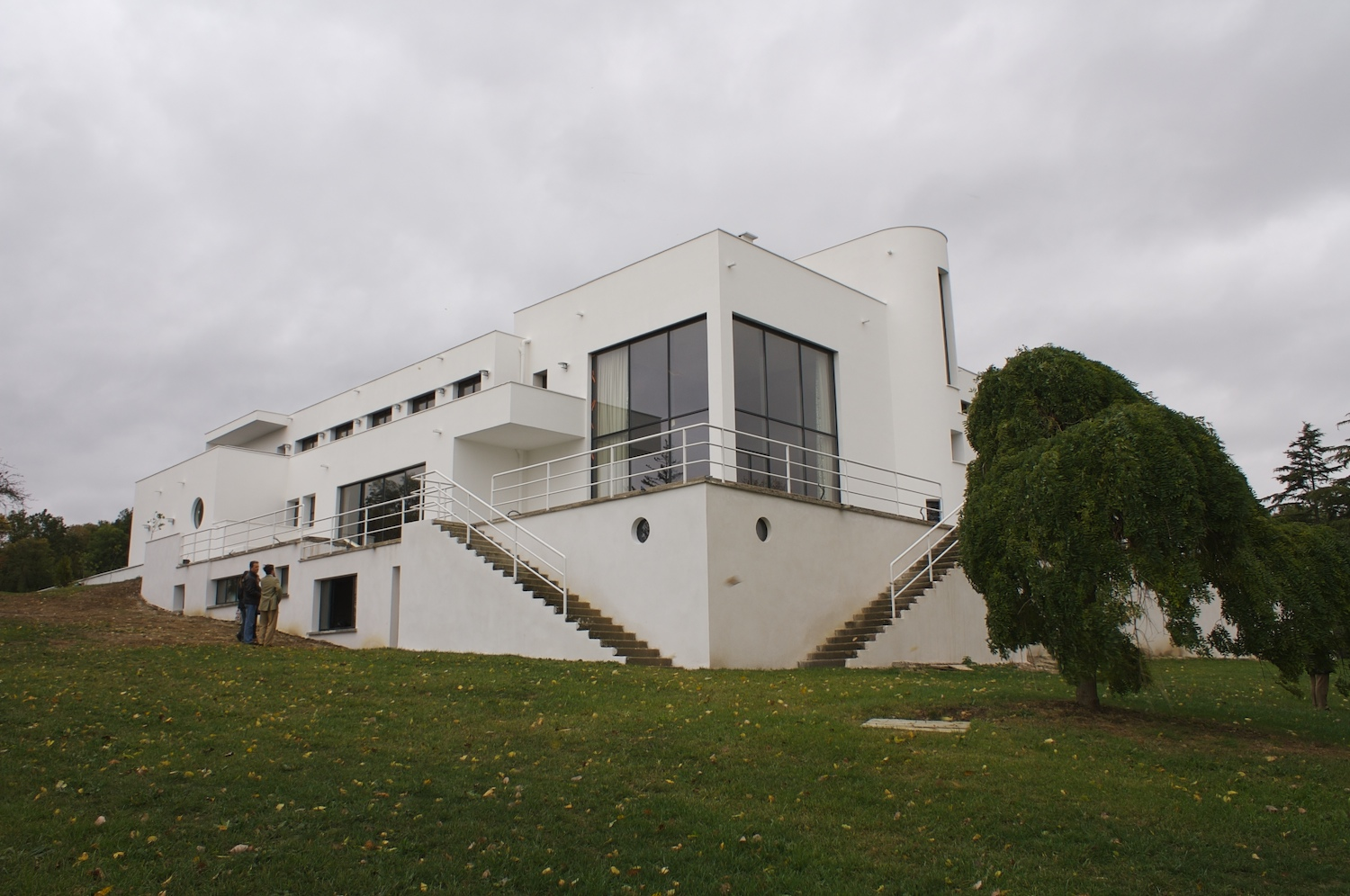
Villa Paul Poiret in Mézy-sur-Seine

Familie zu vermieten wurde vom 10. Juni bis zum 19. August 2014 überwiegend in der Metropolregion Paris gedreht, dort u. a. im Justizpalast und im Berufungsgericht, dem Cour d'appel. Weitere Drehorte waren das Restaurant „Le Repère des Pirates“ in Villecresnes und das Hotel „Chateau Mont Royal“ in La Chapelle-en-Serval. Die nach Plänen von Robert Mallet-Stevens in den 1920er Jahren erbaute Villa Paul Poiret außerhalb von Paris diente als Wohnsitz von Paul-André.

## Veröffentlichung
Die Vorpremiere von Familie zu vermieten fand am 11. Juni 2015 auf dem Festival du Film de Cabourg statt. Offizieller Kinostart in Frankreich, Belgien und dem französischsprachigen Teil der Schweiz war am 19. August 2015. Weitere Länder folgten im Herbst 2015. In Deutschland kam der Film am 31. März, in Österreich am 15. April 2016 in die Kinos.

## Kritik
Die Redaktion des Lexikon des internationalen Films vergab drei von fünf Sternen und urteilte: „Amüsante Komödie, die mit unbekümmerter Naivität und forcierter Märchenhaftigkeit auf das Happy End zusteuert. Die Komik speist sich dabei vornehmlich aus den unterschiedlichen Milieus, während die Möglichkeit einer klassenübergreifenden Solidarität in Krisenzeiten außer Acht gelassen wird.“